# Mordecai Kaplan

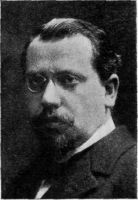
Mordecai Kaplan

O  Rabino Mordecai Kaplan (1881 — 1983) foi o fundador do movimento judaico de judaísmo reconstrucionista, que da ênfase a Judaismo como uma civilização no fráse de Kaplan que é o título do seu livro o mais famoso. Kaplan rejeitou a religião basada no sobrenaturalismo, dizendo: "Religião sobrenatural é a fase da religião
de astrologia e alquimia."
Foi um rabino Conservador, porém desenvolveu o seu pensamento numa direcção mais liberal e contribuiu para a expansão deste movimento.
Kaplan nasceu em Lituânia e emigrou com sua família aos Estados Unidos quando ele tinha nove annos.